# Zona del silenzio
La Zona del silenzio di Mapimí (spagnolo: La Zona del Silencio) è il nome comune della zona desertica vicino Bolsón de Mapimí in Durango, Messico, sovrapposta alla Riserve della biosfera di Mapimí. È il soggetto di leggende metropolitane che la descrivono come un'area dove le onde radio e ogni tipo di comunicazioni non possono essere ricevuti.

## Storia
Gli scienziati hanno soprannominato quest'area come oceano di Tetide, perché quest'area una volta era completamente sommersa dall'acqua. Ciò è dimostrato dalle tracce di fossili marini trovati nell'area.
Nel luglio del 1970 il sistema di lancio Athena lanciato dal Complesso di Lancio del Green River nello Utah verso il White Sands Missile Range in New Mexico perse il controllo e cadde nella zona desertica del Mapimí. Quando il razzo andò fuori rotta, trasportava due piccoli contenitori di cobalto 57, un elemento radioattivo.
Dopo diverse settimane di ricerche, gli agricoltori locali hanno scoperto e segnalato l'incidente nell'angolo nord-est dello stato di Durango. Una volta trovato il razzo, fu costruita una strada e il relitto missilistico e una piccola quantità di terreno superiore contaminato furono trasportati via.

## Leggende
A seguito dell'operazione di recupero dell'Aeronautica americana, sono sorti numerosi miti e leggende relativi all'area. Secondo quanto riferito, un residente locale assunto per controllare i detriti dell'incidente durante le operazioni di recupero ha contribuito a diffondere queste voci. Le leggende includono "strane anomalie magnetiche che impediscono la trasmissione radio", mutazioni di flora e fauna, visite extraterrestri, e un pilota messicano che presumibilmente ha riferito per la prima volta che la sua radio ha sperimentato malfunzionamenti inspiegabili mentre sorvolava l'area negli anni '30. L'area a volte viene confrontata con il Triangolo delle Bermude, poiché entrambi si trovano tra i paralleli 26 e 28.
Tuttavia, quando viene dimostrato che bussole e apparecchiature di comunicazione funzionano correttamente nella zona, gli appassionati di New Age e paranormale locali affermano che "la zona si muove". I residenti, che non accettano l'esistenza della zona, chiamano tali fanatici "zoneros" o "silenciosos" e affermano che le loro attività hanno un effetto negativo sulla regione. Tuttavia, la leggenda viene ora utilizzata per aiutare a promuovere il turismo nella regione.